# Svenska Hotkvintetten
Svenska Hotkvintetten war eine schwedische Swingband der 1940er-Jahre. 
Das Quintett nahm nach dem Vorbild des französischen Quintette du Hot Club de France eine Reihe von Titeln für Telefunken und Columbia Records auf, wie Crazy Rhythm (1940), Hallelujah!, I Found a New Baby und Minor Business (1941). Die Band bestand aus Emil Iwring (Geige), Sven Stiberg, Folke Eriksberg und Kalle Löhr (Gitarren) sowie Roland Bengtsson (Kontrabass).

## Diskographische Hinweise
- Swedish Hot 1939-41 (Dragon Records)